# Alexandre Duchesne
Mathieu Alexandre Duchesne (Ensival, 25 december 1880 - Verviers, 3 maart 1967) was een Belgisch volksvertegenwoordiger en burgemeester van Verviers.

## Levensloop
Duchesne groeide op in een gezin met zeven kinderen. Toen hij tien werd, ging hij als arbeider aan de slag in de textielnijverheid. Tegelijkertijd werkte hij verder aan zijn vorming door avondlessen te volgen die georganiseerd werden door socialistische verenigingen. Duchesne sloot zich op zijn veertiende aan bij de Belgische Werkliedenpartij. In 1898 werd hij ontslagen als textielarbeider, omdat hij betrapt werd terwijl hij de socialistische krant L'Écho du Peuple las. 
Vervolgens zette hij zich in voor syndicale activiteiten in Verviers. In 1900 werd hij adjunct-secretaris van het Syndicat des Ouvriers d'apprêts et laveurs de laines van het arrondissement Verviers, een vakbond voor wolwassers en wevers van opmaakstoffen. Hij ontpopte zich tot een strijdvaardige vakbondsleider en verdiende zijn sporen in 1906, tijdens de grote lock-out van alle textielfabrieken in Verviers, een reactie van de textielwerkgevers op de sociale eisen van de arbeiders. Als secretaris van het verdedigingscomité van de textielarbeiders leidde Duchesne het verzet tegen deze lock-out in goede banen en door een breed gedragen solidariteit en het inzetten van de financiële reserves van de plaatselijke vakbonden en het persoonlijk spaargeld van arbeiders konden de textielarbeiders blijven volharden in hun sociale eisen. Dit dwong de werkgevers om in te binden en het sociaal conflict eindigde met de sluiting van de eerste collectieve arbeidsovereenkomst van België, die gold voor de hele textielnijverheid in het arrondissement Verviers. De vakbonden in de sector werden officieel erkend en de werkgevers beloofden interne besluitvormingsmechanismen uit te werken om de sociale eisen van de textielarbeiders te kanaliseren en spontane acties te voorkomen. Vier jaar later, in 1910, werd hij verkozen tot bestendig secretaris van het Syndicat des laveurs en verliet Duchesne de fabriek voorgoed. Het Syndicat des laveurs ging uiteindelijk op in de Federatie van Textielarbeiders van Verviers, waarvan Duchesne tot 1946 de secretaris zou zijn. In 1919 werd Duchesne benoemd tot bestendig secretaris van de Waalse afdeling van de Textielarbeiderscentrale van België, wat hij bleef tot in 1945, en van 1919 tot 1931 vertegenwoordigde hij de textielarbeiders in de Syndikale Kommissie. In 1928 volgde hij dan weer de overleden Jean Roggeman op als voorzitter van de vakbondscentrale van  het arrondissement Verviers. Na de Tweede Wereldoorlog en de oprichting van het Algemeen Belgisch Vakverbond nam hij ontslag uit al zijn vakbondsfuncties om zich op zijn politieke carrière te richten.
Ondertussen vatte hij ook een loopbaan in de actieve politiek aan. In oktober 1911 werd hij op een kartellijst van liberalen en socialisten verkozen tot gemeenteraadslid van Verviers, een mandaat dat hij tot in 1964, hetzij 53 jaar, zou bekleden. Vanaf 1927 was hij voorzitter van de socialistische fractie in de gemeenteraad en van 1947 tot 1952 was hij de eerste linkse burgemeester van de stad. Daarna bleef hij nog twaalf jaar in de gemeenteraad zetelen, tot hij in 1964 op zijn 84ste afscheid nam van de actieve politiek.
Ook zetelde Duchesne gedurende meerdere periodes in de Kamer van volksvertegenwoordigers. In november 1921 werd hij een eerste keer verkozen tot volksvertegenwoordiger van het arrondissement Verviers, maar hij besloot de functie niet op te nemen en liet zich een maand later vervangen door Thomas Niézette. In april 1925 werd hij opnieuw verkozen  en ditmaal besloot hij zijn zetel wel in te nemen. Hij bleef Kamerlid tot in april 1939 en vervulde de functie opnieuw van februari 1946 tot juni 1949. Bij de verkiezingen van juni 1949 was hij geen kandidaat meer om zich meer toe te leggen op het burgemeesterschap van Verviers. Daarna werd hij in 1950 voorzitter van de socialistische federatie van he arrondissement Verviers.

## Publicaties
- L'avènement du régime syndical à Verviers, Verviers, 1913.
- Historique des salaires, de 1919 à 1929, Verviers, 1929.